# درخت تنره

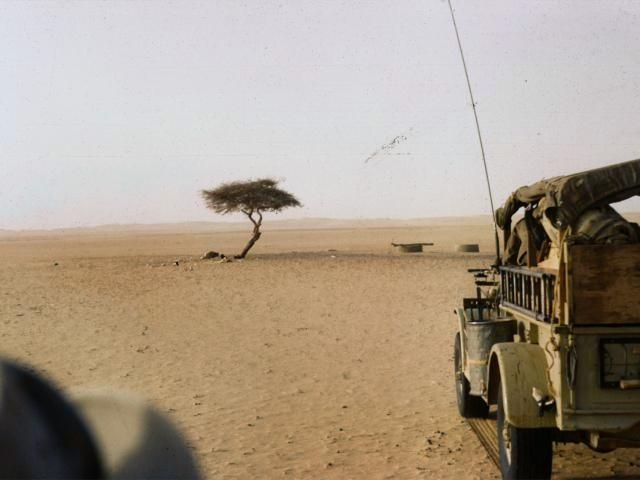
درخت تنره در سال ۱۹۶۱

درخت تِنِرِه (به فرانسوی: L'Arbre du Ténéré)، (به انگلیسی: Tree of Ténéré)، یک درخت تنهای آکاسیا (سَمُر) یا آکاسیای چتری بود که روزگاری به عنوان تنهاترین و دورافتاده‌ترین درخت جهان به حساب می‌آمد. (نزدیک‌ترین درخت، حدود ۴۰۰ کیلومتر از آن فاصله داشت) مکان این درخت در روزگاران پیش، محل توقف کاروان‌های عازم منطقه تنره در صحرای بزرگ آفریقا در شمال‌شرقی نیجر بود. این درخت و درخت آربر پِردو (درخت گم‌شده) تنها درختانی هستند که در نقشه‌ای با مقیاس ۱:۴۰۰٬۰۰۰ دیده می‌شوند.
این درخت در سال ۱۹۷۳ توسط یک رانندهٔ کامیون احتمالاً مست زیر گرفته شد و از بین رفت.

## تاریخچه
درخت تنره، آخرین درخت از درختانی بود که روزگاری که هنوز صحرا چون امروز نبود در مکان فعلی قرار داشتند. در طول زمستان ۱۹۳۸–۱۹۳۹، چاهی در کنار این درخت حفر شد و متوجه شدند که ریشه‌های این درخت تا عمق ۳۳–۳۶ متری (۱۰۸ تا ۱۱۸ فوت) پیش رفته و به داخل سطح ایستابی رسیده‌است.
در کتاب L'épopée du Ténéré، هنری لوت، نژادشناس و جهانگرد فرانسوی، به شرح دو دیدار خود از درخت تنره پرداخته‌است. او ابتدا در سال ۱۹۳۴ به‌طور تصادفی در سفر خود با اتومبیل از جانت به اغادیز، درخت تنره را دید و آنرا یک درخت آکاسیا با بدنی پوسیده که مریض به نظر می‌آید اما با این حال برگ‌های سبز زیبا و گل‌های زرد دارد توصیف کرد. او ۲۵ سال بعد در ۲۶ نوامبر ۱۹۵۹ در طی عملیات برلیت-تنره از درخت تنره دوباره بازدید کرد اما درخت را از برخورد یک ماشین بسیار آسیب‌دیده یافت.

## مرگ

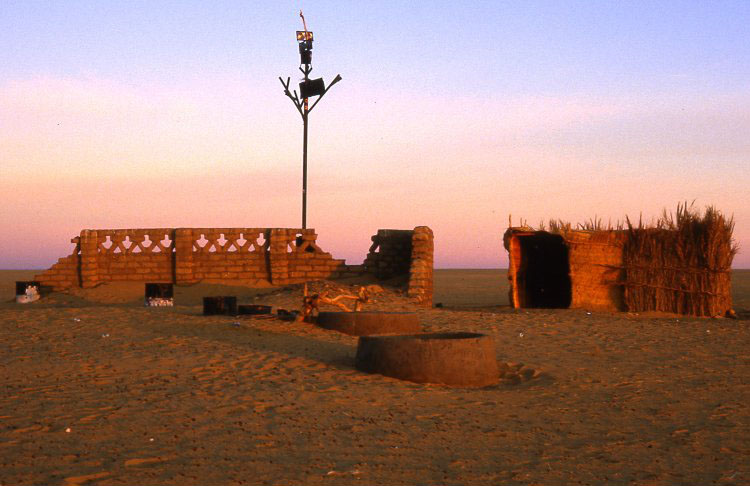
جایگزین فلزی درخت تنره (۱۹۸۵)

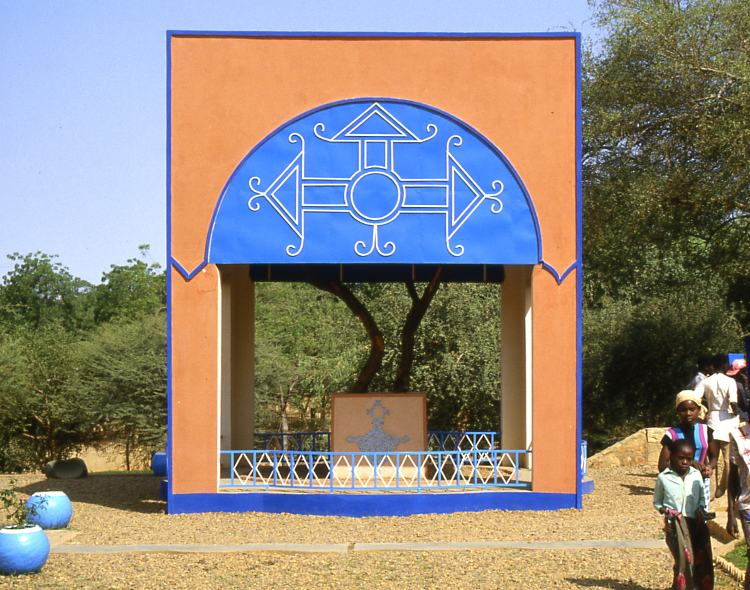
بقایای درخت تنره در نیامی درون یک پاویون

گفته می‌شود که درخت تنره در سال ۱۹۷۳ توسط یک راننده کامیون مست لیبیایی سرنگون شد. در ۸ نوامبر ۱۹۷۳، درخت مرده را به موزه ملی نیجر در نیامی منتقل کردند و به جای آن یک میله فلزی به عنوان یادبود قرار دادند.